# Vuelo 4896 de Noar Linhas Aéreas
El Vuelo 4896 de Noar Linhas Aéreas fue un vuelo regular doméstico de pasajeros desde el aeropuerto de Recife, al aeropuerto de Mossoró vía Natal, Brasil. El miércoles 13 de julio de 2011, poco después de despegar, se emitió un mayday y la tripulación anunció sus intenciones de aterrizar en la playa de Boa Viagem. El avión se estrelló a unos 1.200 metros del final de la pista, matando a todas las 16 personas que viajaban en su interior.
En julio de 2013, el CENIPA publicó su informe final, en el que se determinó que el motor izquierdo falló porque una pala de la turbina del generador de gas se había roto poco después de que el avión despegara de la pista, lo que provocó graves daños en el motor y pérdida de potencia. La falla se debió a la fatiga del metal que se originó debajo de la superficie de la pala. Una inspección con líquidos penetrantes fluorescentes realizada durante el mantenimiento seis meses antes del accidente no había revelado ninguna anomalía.
Aunque los aviones bimotores normalmente son capaces de volar con un motor inoperativo, el informe identificó varios factores que impidieron que el Turbolet mantuviera la altitud y la velocidad, incluyendo un exceso de 130 kg (290 lb) en el peso máximo de despegue como resultado de un error en el software utilizado por el despachador de vuelo , la aplicación insuficiente del timón de dirección derecho por parte del piloto a los mandos y la ejecución incompleta del procedimiento de emergencia recomendado para falla del motor en el despegue.
El informe destacó deficiencias en el programa de entrenamiento de Noar para el avión L-410 en relación con fallas de motor en el despegue, y también discrepancias entre las diferentes versiones de las listas de verificación del avión que estaban disponibles para las tripulaciones de vuelo. La CENIPA hizo varias recomendaciones de seguridad a Noar y Let para abordar tales problemas, y también a GE Aviation , el propietario del fabricante de motores Walter, para "reevaluar el método utilizado para el examen de las palas".

## Avión

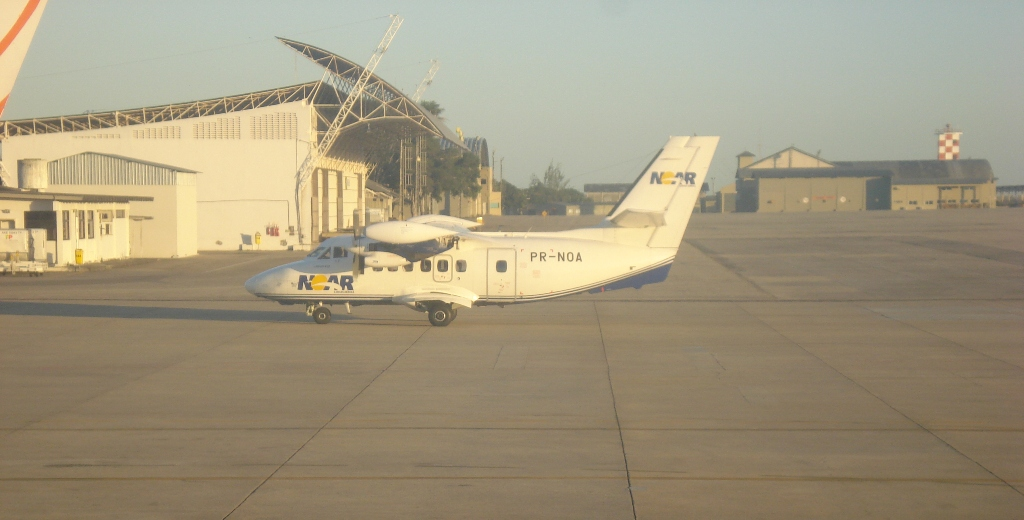
Un Let L-410 Turbolet de la misma aerolínea, idéntico al accidentado.

El avión accidentado fue un Let L-410UVP-E20, registrado como PR-NOB. El avión fue construido en 2010 con número de serie 2722. Fue el segundo adquirido por Noar Linhas Aéreas, entrando en servicio en junio de 2010.

## Accidente

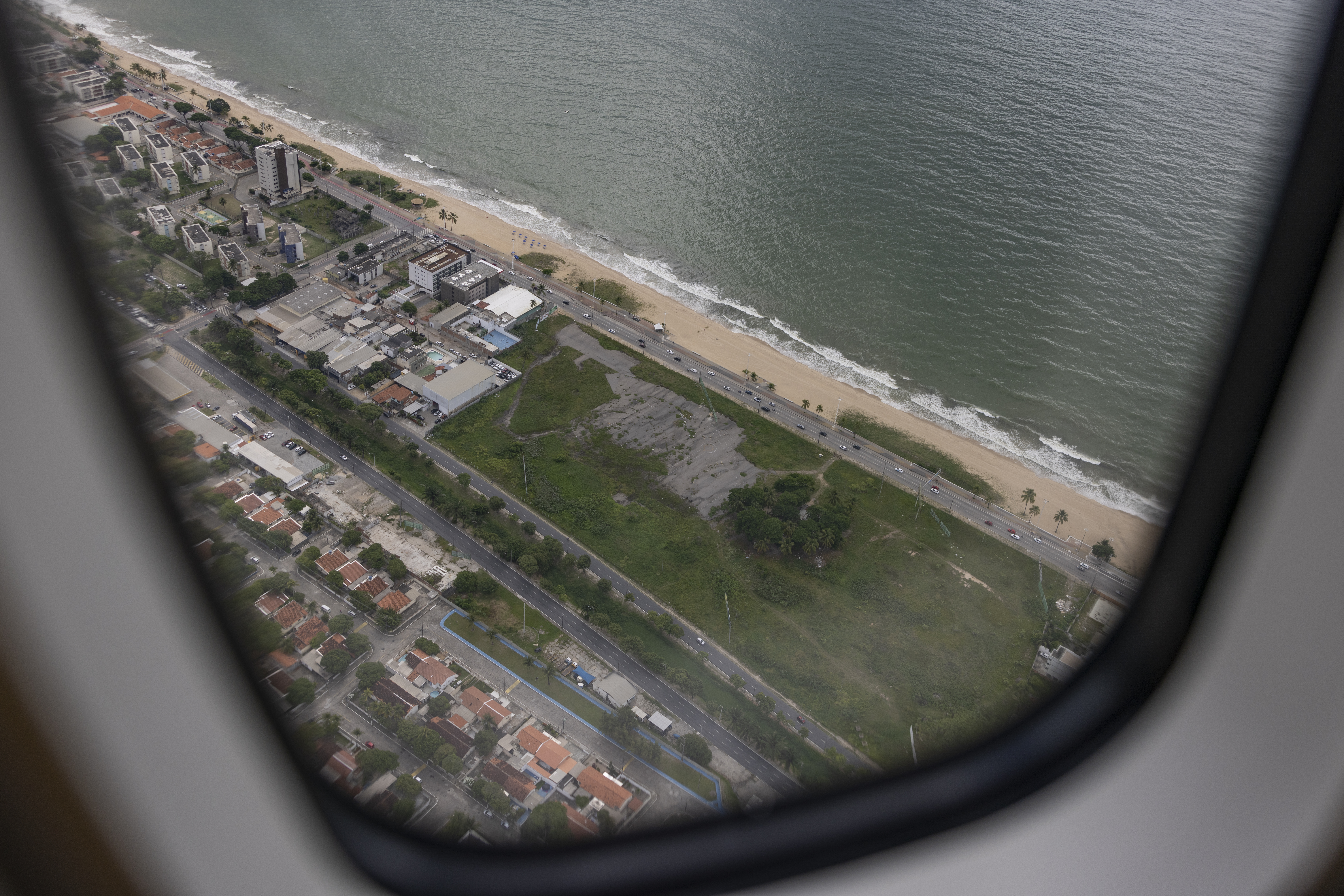
Lugar del impacto.

El vuelo despegó de Recife a Mossoró con una parada en ruta en Natal. El avión había despegado de la pista 18 del aeropuerto de Recife a las 06:51.
Durante el briefing de despegue, el capitán dijo que consideraría la posibilidad de aterrizar en la pista, si se produjera una falla después de V1 (velocidad de decisión), con suficiente pista y el tren de aterrizaje aún no retraído.
También dijo que, si ocurriera una falla después de V1 y con el tren de aterrizaje retraído, procedería con el vuelo, mientras que el copiloto se encargaría de monitorear los instrumentos y complementar los procedimientos de emergencia luego de los 400 pies AGL. Informó que, en tal caso, los giros se harían hacia el lado buen motor.
Durante el despegue, tres segundos después de que el capitán solicitara la retracción del tren de aterrizaje, se escuchó un sonido proveniente de los motores.
A pesar de la solicitud del capitán de retraer el tren de aterrizaje, su solicitud solo se cumplió 50 segundos después, luego de que la cuarta vez lo repitiera.
Luego de verificar la ocurrencia de la falla del motor, el copiloto le pidió al capitán que abortara el despegue tres veces, agregando que la aeronave había perdido potencia. El capitán prosiguió con la salida, diciendo que no había espacio suficiente para abortar el despegue.
El capitán, entonces, le dijo al copiloto que solicitara el aterrizaje en la pista 30, repitiendo esta solicitud dos veces, sin tomar en cuenta que la pista del aeropuerto de Recife tiene los umbrales 18 y 36. El copiloto, sin embargo, informó al controlador de la Torre que la aeronave proceder a un aterrizaje en la pista 36.
Poco después de este mensaje, el copiloto pidió al capitán que bajara el morro de la aeronave. En su respuesta, el capitán le pidió al copiloto que se lo tomara con calma, y el copiloto accedió: "Ya sé, estamos a 400 pies, ¡volemos!".
Luego, hubo un cambio significativo en el ruido de fondo de la cabina, con el capitán diciéndole al copiloto que baje las hélices del motor 1.
El capitán le dijo al copiloto que llamara a la Torre, y el copiloto preguntó cuál debería ser su mensaje al ATC. El capitán le indicó que le dijera a ATC que estaban en emergencia.
La respuesta del copiloto al capitán fue: "Estamos en emergencia. Tenemos autorización para aterrizar en la pista 36, vamos".
Luego, se activaron las alertas "Don't Sink! Don't Sink!" (Pérdida de altura tras el despegue) y "Terreno, terreno, elévese" se escucharon varias veces.
A las 06:52:45, el capitán pidió al copiloto que enarbolara las palas de la hélice del motor izquierdo, y el copiloto respondió diciendo que las palas de la hélice ya estaban emplumadas.
A las 06:52:52, el copiloto pidió al capitán que girara hacia el aeródromo. El capitán respondió que ya lo estaba haciendo. Poco después, a las 06:53:02, se disparó la alerta de pérdida.
El copiloto dijo entonces "81, baje la nariz", y luego de nuevo las alertas "Don't Sink! Don't Sink!" y "¡Terreno, terreno, elévese!" fueron escuchados.
A las 06:53:22, el copiloto pronunció "120 pies" y luego se escuchó una alerta de pérdida.
El copiloto le pidió al capitán que mantuviera la potencia, y el capitán dijo que estaba en plena potencia.
Luego, el copiloto le pidió al capitán que no sostuviera demasiado el morro para evitar que la aeronave se detuviera.
Luego le preguntó al capitán si aterrizarían en la playa y recibió un "NO" como respuesta.
A las 06:53:43 el copiloto le comentó al capitán que se encontraban a ciento veinte pies, y que no había altura suficiente para proceder a la pista, sugiriendo que aterrizaran en una franja de arena en la playa.
El capitán respondió que no aterrizaría en la playa e informó que, en cambio, aterrizarían en el campo.
A las 06:53:56, el copiloto comunicó por radio a la torre: "NOAR 4-8-9-6 es ... va a hacer un aterrizaje de emergencia en la playa...no es posible llegar a la pista...aterrizar aquí en la arena ...aterriza en la arena que no ...".
Entonces, se disparó la alerta de pérdida.
El capitán, nuevamente, le dijo al copiloto que no aterrizarían en la arena, y el copiloto respondió que se caerían encima de los edificios. A partir de ese momento, la alerta de pérdida continuó escuchándose durante 19 segundos hasta que ocurrió la pérdida, intercalada ocasionalmente con las alertas "Don't Sink! Don't Sink!" y "¡Terreno, terreno, elévese!"
A las 06:54:12, el copiloto pidió al capitán que por favor aterrizara en la playa, a lo que el capitán respondió con rudeza que no lo haría.
El copiloto insistió, diciendo que no podían llegar a la pista, y el capitán dijo: "¡Está bien! ¡Déjamelo a mí!".
A las 06:54:25, el copiloto le hizo un comentario al capitán de que se estaban estancando y repitió el comentario.
El morro se inclinó hacia arriba hasta que el avión se detuvo, impactando un campo cerca de una carretera. Un incendio estalló. El avión aterrizó en un terreno baldío cerca de la playa, ubicado a 1700 m del umbral de la pista.

## Investigación y reporte final
La CENIPA de Brasil fue la encargada de investigar lo ocurrido.
Dos años más tarde, la investigación dio su informe final diciendo, que como causas del accidente, se cuentan a:

### Factor humano/aspecto médico

###### Ansiedad indeterminada
La percepción del peligro, especialmente por parte del copiloto, afectó la comunicación y pudo haber inhibido una postura más asertiva, lo que podría haber llevado a un aterrizaje de emergencia en la playa y minimizar las consecuencias del accidente.

### Aspecto psicológico
Actitud indeterminada
Las acciones operacionales tomadas ante la emergencia pueden haber resultado del alto nivel de autoconfianza del PIC obtenido en sus años de experiencia en aviación, así como de su resistencia aceptar opiniones diferentes a las suyas.
Estado emocional indeterminado
A partir de los datos del RCV, es posible observar un acentuado nivel de ansiedad y tensión ante la situación anormal. Estos componentes pueden haber influido en el juicio de las condiciones que afectan la operación de la aeronave.
Proceso de toma de decisiones
La insistencia del piloto al mando de proceder a la pista 36 después del inicio de la emergencia, incluso después de que el copiloto se dio cuenta de que ya no podían llegar al aeródromo, refleja un juicio inapropiado de la información operacional presentada.
Evidencia de estrés indeterminado
La situación de emergencia inesperada durante el despegue y la falta de preparación para afrontarla puede haber generado un nivel de estrés en la tripulación, afectando su respuesta operativa.

### Información psicosocial
Relación interpersonal indeterminada
La historia de divergencias entre los dos pilotos posiblemente obstaculizó el intercambio de información entre ellos, creando una barrera para enfrentar la situación adversa.
Dinámica del equipo
La presencia de ideas divergentes en relación con las acciones a tomar y la forma en que fueron tratadas, reveló problemas de integración y coordinación de la cabina que dificultaron la elección de la mejor opción para un aterrizaje seguro cuando la aeronave ya no podía llegar al aeródromo.
Cultura del grupo de trabajo indeterminado
La empresa se dividió informalmente en dos grupos, cuya interacción fue difícil. Es posible que esta dificultad de interacción se reflejase en la gestión de cabina durante la emergencia, ya que este vuelo contaba con un tripulante de cada grupo.

### Información organizacional
Capacitación
Las fallas ocurridas en el proceso de capacitación de la empresa afectaron el desempeño de la tripulación, ya que no tuvieron un comportamiento condicionado en cuanto a la adopción de acciones seguras en respuesta a la emergencia.
Cultura organizacional
Las acciones tomadas por la empresa señalan informalidades que resultaron en una capacitación operativa incompleta y en actos que comprometieron la seguridad.

### Aspecto operativo (con respecto a la operación de la aeronave)
Aplicación de los controles de vuelo
De acuerdo con los datos del FDR, el pedal no se aplicó de una manera que permitiera una deflexión del timón suficiente para mantener la coordinación de la aeronave desde un cierto momento del vuelo con potencia asimétrica.
Los valores de deriva obtenidos por la inadecuada aplicación del pedal penalizaron el desempeño de la aeronave, imposibilitando mantener una pendiente de ascenso o incluso un vuelo nivelado.
En la fase final del vuelo, incluso con la disminución de la velocidad a valores por debajo del VMCA, en medio del sonido continuo de la alerta de pérdida y las reiteradas solicitudes del copiloto de no sujetar el morro para no entrar en pérdida. El capitán continuó actuando en el control de cabeceo hasta que la aeronave alcanzó una actitud longitudinal de 18° y se detuvo.
Coordinación de cabina
La demora en la retracción del tren de aterrizaje luego de la primera solicitud hecha por el PIC, el comando del PIC para hacer que las palas de la hélice ya estuvieran emplumadas y la solicitud hecha por el copiloto preguntando al PIC girar hacia el aeropuerto cuando la aeronave ya estaba girando, eran indicios de que el flujo de tareas en cabina no estaba bien coordinado.
No se cumplieron los procedimientos de emergencia prescritos en la lista de verificación. En los momentos finales del vuelo, no hubo acuerdo entre los pilotos para definir la opción menos crítica, es decir, regresar al aeródromo o aterrizar en la playa.
Olvido
Es posible que, ante la emergencia y ante un sentimiento de ansiedad, los pilotos se olvidaran de realizar el tercer tramo del procedimiento prescrito para la falla del motor de despegue por encima de la emergencia V1, intentando regresar al aeródromo apenas después de la conclusión del segundo segmento, todavía a una altitud de 400 pies.
Capacitación
La falta de adiestramiento de la falla del motor de despegue por encima de la emergencia V1, en la forma exacta en que está prescrito en el Programa de Adiestramiento, favoreció un desempeño inadecuado ante el problema que enfrentaban.
Los pilotos no siguieron el perfil de vuelo recomendado para la emergencia ni ejecutaron los elementos de la lista de verificación prescritos después de los 400 pies.
Juicio del piloto
Los pilotos juzgaron que su prioridad sería regresar para aterrizar en la pista, pero en la dirección opuesta a la que habían usado para despegar, con el viraje comenzando a 400 pies, hecho que hizo que es más difícil volar el avión.
Hasta 400 pies, la aeronave mantuvo un perfil de vuelo recto y desarrolló un gradiente de ascenso positivo. Esta condición de vuelo favoreció el cumplimiento de los ítems de la lista de verificación de emergencia, de acuerdo con las prescripciones del Programa de Entrenamiento, con poca variación en la aplicación de los controles de vuelo.
Al iniciar el giro, sería necesario encontrar una nueva medida de deflexión del pedal compatible con la nueva condición de peralte y, al mismo tiempo, realizar los procedimientos de verificación. Por lo tanto, el turno en sí representó un aumento en la carga de trabajo. Cabe destacar que el motor en funcionamiento tenía la potencia adecuada para el mantenimiento del vuelo.
Supervisión de la gestión
La supervisión por parte de la gerencia no detectó que las instrucciones dadas omitieran ítems del temario contenido en el Programa de Adiestramiento relativo a la falla del motor de despegue por encima de la emergencia V1, tanto en el currículo de tierra como en los segmentos del currículo de vuelo .
Nadie identificó que el software que utilizaba la empresa para el despacho de la aeronave realizaba el cálculo del peso máximo de despegue, atribuyéndole al peso máximo de despegue para un despegue de Recife un valor que en realidad era el peso máximo estructural (6.600 Kg).
El día del accidente, hubo una limitación de peso debido a la temperatura. Debido a la falla incorporada del software, la aeronave despegó con un exceso de peso de despegue, lo que resultó en una reducción de la velocidad de ascenso.

### Factor material (con respecto a la aeronave)
Fabricación
Considerando la hipótesis de que el proceso de fatiga en la pala T52A175 tuvo su origen mientras la pala aún estaba instalada en el motor del operador ruso, el método utilizado por el fabricante del motor para la evaluación y La posterior reutilización de las palas usadas no habría podido garantizar la calidad de dicha pala, que acabó siendo instalada en la posición número 27 del disco GGT del motor izquierdo de la aeronave accidentada.
Diseño
La documentación de la aeronave traducida al idioma inglés por el fabricante no favoreció el funcionamiento de la aeronave, ya que contenía textos confusos, diferencias dentro de un mismo tema cuando se trataba de documentos distintos, junto con errores de traducción, que dificultaban su comprensión. , y que puede haber contribuido a la no ejecución del procedimiento adecuado en relación con la falla del motor de despegue por encima de la emergencia V1.
Especialmente en lo que respecta a la acción de apagado ABC, que se tomará a 200 pies, la divergencia entre las formas en que se presenta en la lista de verificación y el AFM puede haber contribuido a su no ejecución por parte de los pilotos, degradando el desempeño del aeronave.